# Festa do Boi Falô

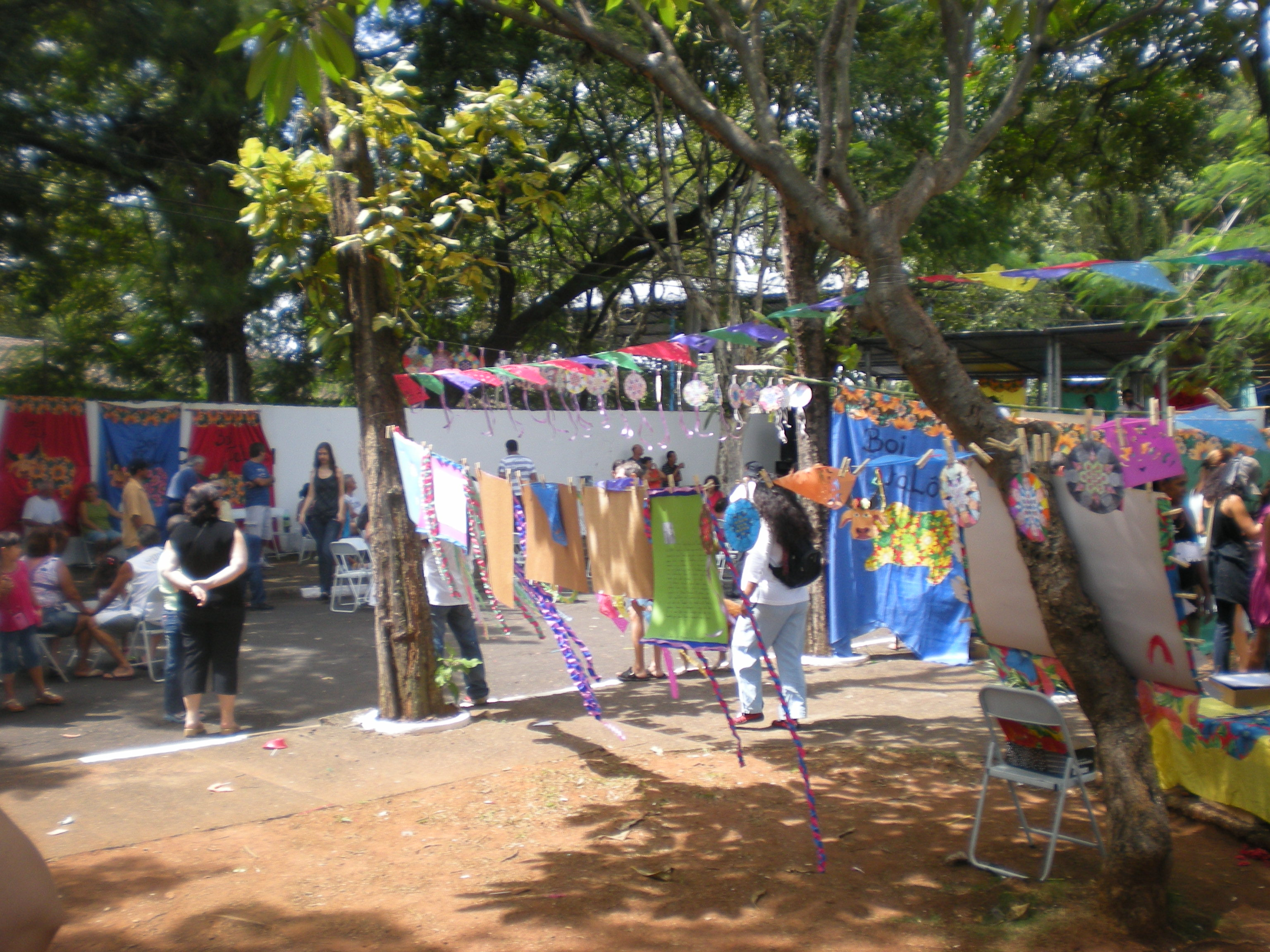
Festa do Boi Falô, 2010

A Festa do Boi Falô é realizada todas as sextas-feiras santas, em Barão Geraldo, distrito de Campinas,  como lembrança da chamada  "lenda do Boi Falô" quando é uma grande macarronada pública é servida a todos os presentes. A festa foi criada em 1988 pelo subprefeito Atilio Vicentin e o empresário Gilberto Antoniolli (lideranças de Barão Geraldo na época) para aproveitar o centenário da Abolição relembrando o mito ou lenda local passada de pai para filho que em algumas versões trata-se de um escravo. Em 1996, por solicitação do vereador César Nunes, a Festa do Boi Falô foi integrada ao calendário municipal e estadual (deputada Célia Leão). Atualmente, tornou-se uma grande organização assumida pela Secretaria de Cultura de Campinas e pela Subprefeitura de Barão Geraldo, porém com uma história completamente diferente do que era contado em Barão Geraldo

## A lenda
É importante lembrar que, como explicou Claude Lévi-Strauss, um dos mais reconhecidos mitólogos da história, todo mito ou lenda tem múltiplas versões diferentes, sempre conservando uma narrativa básica central que liga os seres humanos aos deuses. Sempre relacionada às origens e tempos imemoriais, não importando qual é a narrativa correta, quando e onde aconteceu, mas apenas a mensagem moral e religiosa que transmite.
Conta a tradição que numa Sexta-feira Santa, um capataz da Fazenda Santa Genebra ordenou a um escravo ou trabalhador que fosse buscar alguns bois que estavam deitados num local conhecido como Capão do Boi (onde atualmente está o bairro Jardim Santa Genebra II.) Mas ao chegar ao local para tocar os bois, um dos animais recusou-se a levantar, e ao ser açoitado pelo escravo ou trabalhador, repentinamente o boi disse “Hoje não é dia de trabalhar! Hoje é Dia de Nosso Senhor Jesus Cristo”!" O escravo ou trabalhador  aterrorizado, voltou à sede da Fazenda e contou ao capataz do ocorrido e o próprio capataz foi ao local tocar o boi e também ouviu o boi falar a mesma coisa.
Diversas e inúmeras versões diferentes dessa lenda passaram a circular, umas sem citar se eram brancos ou negros ou escravos, outras envolvendo o próprio Barão Geraldo e seu escravo Toninho, e que, devido à histórias inventadas no Cemitério da Saudade (e sem relação alguma com a histórias tradicionalmente contadas em Barão) e que uma versão foi oficializada pela Prefeitura de Campinas,  que conta que o escravo Toninho, forçado a trabalhar numa Sexta-feira Santa, obedeceu e, chegando ao pasto o boi olhou para ele e disse: "-Toninho, hoje não é dia de trabalhar, hoje é dia de se guardar". O escravo correu e contou o que havia sucedido e, naquele dia, ninguém trabalhou. O capataz, que era homem descrente, virou rezador e Toninho virou escravo doméstico, trabalhando dentro da casa até sua morte, quando foi enterrado ao lado do Barão Geraldo de Rezende, por seus serviços prestados à família.
Tal história porém é inverossímil pois conforme conta Amélia Rezende Martins o escravo Toninho ficou responsável pela Fazenda Santa Genebra por ordem de seu proprietário o Marquês de Valença por volta de 1870, por ser ele um escravo de grande experiência e liderança entre os negros.  Foi a ele que o Marquês mandou seu filho Geraldo Ribeiro de Souza Rezende procurar ao assumir a fazenda em 1875 e onde tornou-se capataz até seu falecimento.Por volta de 1885 perdeu uma perna e passou a trabalhar como carroceiro e quando parou de trabalhar tornou-se benzedeiro e lider religioso

## Documentário
Entre 2007 e 2008 foi produzido um documentário dramatizado que conta a história do Boi Falô a partir de sua festa anual. O curta-metragem traça um paralelo entre a festa atual e a lenda, pincelando dados históricos que permeiam a única lenda do município de Campinas. A dramatização é uma livre adaptação da lenda, com roteiro de Lilia Gallana e direção de Luiz Gallana, cujo projeto foi premiado com o FICC - Fundo de Investimentos Culturais de Campinas de 2007 - e tem os artistas Ton Crivelaro e William Rodrigues nos papéis principais. O documentário porem não conta e ignora as versões tradicionais de Barão Geraldo.